# Pavonia uniflora
Pavonia uniflora är en malvaväxtart som först beskrevs av Sessé och Mocino, och fick sitt nu gällande namn av Paul Arnold Fryxell. Pavonia uniflora ingår i släktet påfågelsmalvor, och familjen malvaväxter. Inga underarter finns listade i Catalogue of Life.